# کنکورد (میزوری)
کنکورد (به انگلیسی: Concord) شهری در شهرستان سنت لوئیس ایالت میزوری است که جمعیت آن در سرشماری سال ۲۰۱۰ میلادی ۱۶٫۴۲۱ نفر بوده است.